# Jules Lobet
Pour les articles homonymes, voir Lobet.
Jules Lobet est un homme politique français né le 31 juillet 1871 à Aÿ, dans la Marne, et mort le 28 avril 1925 dans la même ville.

## Biographie
Enfant de petits vignerons, Jules Lobet intègre les ateliers du chemin de fer en 1898, après avoir du vendre les vignes de ses parents dans lesquelles il était alors ouvrier viticole. Il adhère au Parti ouvrier français jusqu'en 1905. Après des années de militantisme, il devient secrétaire général du syndicat des chemins de fer de l'Est en 1912.
Lors des élections législatives de 1919, il est élu député sur la liste du Parti socialiste unifié avec 16,05 % (10 754 voix) sur le département de la Marne. En 1924, il devient conseiller municipal d’Ay. Parallèlement, il est réélu député avec 15,64 % des suffrages exprimés (13 551 voix). Lors de ses deux mandats, il appartient à la commission des travaux publics. Il défendra notamment à de nombreuses reprises la condition des cheminots. Il meurt en cours de mandat. Marcel Déat lui succèdera.
La place Jules-Lobet de Reims lui est dédiée.
Il est inhumé à Aÿ.

## Sources
- Ressource relative à la vie publique :   - Base Sycomore
- « Jules Lobet », dans le Dictionnaire des parlementaires français (1889-1940), sous la direction de Jean Jolly, PUF, 1960 [détail de l’édition]